# Проардея
Проардея (лат. Proardea, буквально: до-цапля) — род вымерших птиц из семейства цаплевых (Ardeidae). В род включают два вида: Proardea amissa (видовое название в переводе с латыни означает «потерянная») и Proardea deschutteri.
Проардея является одной из наиболее ранних известных цапель.

## История изучения
Proardea amissa известна по редким фрагментарным окаменелостям, найденным во французской местности Керси. Остатки, возраст которых известен с хорошей точностью, происходят из месторождения Пеш-Десс, приуроченном к эпохе позднего олигоцена. Однако голотип (представляющий собой только правую цевку, обозначенную как MNHN QU-15720), точно не датирован и может быть примерно на 10 млн лет старше (поздний эоцен).
В 2019 году Mayr с коллегами описали второй возможный вид (авторы описания не уверены в принадлежности к роду), Proardea deschutteri, по голотипу IRSNB Av 129 — части костей конечности, найденному в олигоценовых отложениях Бельгии.

## Систематика
Проардея, видимо, состояла в близком родстве с настоящими цаплями, в частности, большой белой цаплей и другими представителями подсемейства Ardeinae. Поскольку эта группа существует только с миоцена, не исключено, что проардея — их прямой предок. В миоцене существовал род Proardeola, который был близок или даже синонимичен проардее; возможно, его вид Proardeola walkeri следует переименовать в Proardea walkeri или же признать идентичным по отношению к P. amissa. Птица, описанная в 1871 году как Ardea aurelianensis, тоже может быть синонимом P. amissa; если это так, то P. amissa получит название Proardea aurelianensis. Другие виды, описанные в составе рода Proardea, — P. perplexa и P. similis — признаны синонимами вида ибиса под названием Geronticus perplexus и представителя фазановых Miogallus altus соответственно.

## Описание и образ жизни
Жила проардея в Европе, с 35 по 15 миллионов лет назад (если относить к этому роду миоценовые формы и считать голотип верхнеэоценовым). Это была средних размеров птица, по внешнему облику очень похожая на современных цапель. Её рост достигал 70 сантиметров. Вероятно, её образ жизни был таким же, как у современных цапель: она обитала по берегам водоёмов, а питалась мелкими водными позвоночными, такими, как саламандры, лягушки и рыбы. Тактика её охоты была следующей: сначала она на своих длинных ногах переходила по мелководью, затем высматривала неосторожную жертву, резко выпрямляла длинную шею и хватала её своим крепким прямым клювом.